# Nickel-Eisen-Elektrolyt
Nickel-Eisen-Elektrolyte wurden früher in der Galvanotechnik wegen der Nickeleinsparung eingesetzt. Heute dienen sie als Elektrolyte in der Mikrosystemtechnik, siehe auch LIGA (Fertigungsverfahren).
Gegenüber aus herkömmlichen Nickelsulfamatelektrolyten abgeschiedenen Nickel-Schichten weisen galvanisch abgeschiedene Nickel-Eisen-Schichten eine erhöhte Abriebfestigkeit auf.

## Zusammensetzung
Nickel-Eisen-Elektrolyte entsprechen weitgehend dem  Watts'schen Nickelelektrolyttyp.
Er besteht aus:
| Stoff                            | Summenformel       | Konzentration |
| -------------------------------- | ------------------ | ------------- |
| Nickel(II)-sulfat                | NiSO4 · 6H2O       | 240–310 g/l   |
| Nickelsulfamat                   | Ni(SO3NH2)2 · 4H2O | 120–128 g/l   |
| Eisen(II)-sulfat                 | FeSO4 · 7H2O       | 20–50 g/l     |
| Borsäure                         | H3BO3              | 20–40 g/l     |
| Saccharin, N-Methylsaccharin     | C7H5NO3S           | 0,1 – 1 g/l   |
| Natriumlaurylsulfat, Fluortensid | C12H25NaO4S        | 0,5 g/l       |
| Ascorbinsäure                    | C6H8O6             |               |

Das Nickel(II)-sulfat ist der Hauptmetalllieferant. Die Borsäure dient als Puffersubstanz, das heißt, sie hält den pH-Wert in einem bestimmten Bereich. Durch Zugabe von halbkonzentrierter Schwefelsäure wird der pH-Wert auf 2–3,1 gehalten. Die Abscheidung erfolgt bei 50–55 °C bei Stromdichten von 0,5–3,0 A/dm². Als Anode wird S-depolarisiertes Nickel eingesetzt. Eisen muss in zweiwertiger Form nachdosiert werden, eine ständige Eisenkontrolle des Elektrolyten ist daher erforderlich. Da zweiwertige Eisenverbindungen oxidationsempfindlich sind, muss die Lagerung des Elektrolyten unter Schutzgas erfolgen. Der Eisengehalt der Schichten kann durch die Stromdichte und den Eisen(II)-Gehalt des Elektrolyten reguliert werden.
Es hat sich als günstig herausgestellt, als Tenside perfluorierte Verbindungen zu verwenden, da normale Tenside schneller durch Elektrolyse abgebaut werden. Ascorbinsäure reduziert eventuell vorhandenes Eisen(III). Saccharin (Natriumsalz) dient als Spannungsregulator.